# Armand d’Orchymont

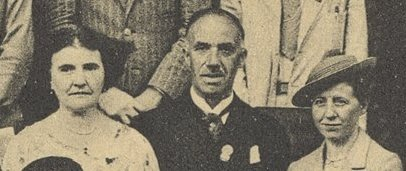
Armand d’Orchymont mit seiner Tochter (links) und seiner Frau (rechts) auf dem Internationalen Entomologischen Kongress in Madrid (1935)

Armand-Hippolyte d’Orchymont (* 4. März 1881 in Antwerpen; † 9. Februar 1947 in Laeken/Laken, Brüssel) war ein belgischer Koleopterologe. Sein Forschungsschwerpunkt waren die Wasserkäfer (Hydrophilidae).

## Leben
Orchymont begann nach seinem Schulabschluss im Alter von 17 Jahren als Kommis in der Steuerverwaltung und wurde 1922 zum Inspektor in der Steuerbehörde ernannt. 1902 legte er sich eine Insektensammlung und ein Herbarium an. Da ihm ein aus finanziellen Gründen ein Universitätsstudium verwehrt blieb, wurde er zum Autodidakten, und schrieb alles, was ihm in wissenschaftlichen Artikeln interessant erschien, in winziger Handschrift nieder. Im Jahr 1906 wurde er Mitglied der Société entomologique de Belgique. Orchymont interessierte sich für Käfer und legte im April 1907 seine erste Notiz mit dem Titel Captures de Coléoptères rares ou peu communs en Belgique vor. Bald darauf widmete er sich den Wasserkäfern.
Er wandte sich an Guillaume Severin, Konservator und Leiter der Abteilung für Entomologie am Museum für Naturwissenschaften in Belgien. Zwischen den beiden Insektenkundlern entwickelte sich bald eine Korrespondenz, wobei Orchymont von Severin Bücher über Wasserkäfer zu Studienzwecken erhielt. 1911 veröffentlichte Orchymont in den Mémoires de la Société entomologique de Belgique seinen ersten Fachartikel. Es handelte sich um einen Beitrag über die Gattungen Sternolophus Solier, Hydrophilus Leach und Hydrous Leach.
Das Museum von Belgisch-Kongo, in dem Henri Schouteden die Abteilung für Entomologie leitete, beauftragte ihn mit der Bestimmung von Proben aus dem Kongo. Daraufhin veröffentlichte er in der Ausgabe der Revue Zoologique Africaine eine Notiz über die Hydrophilidae von Belgisch-Kongo. Er hatte bereits ein Dutzend Arbeiten veröffentlicht und begann unbestimmtes Material zu bearbeiten, das ihm ausländische Museen zusandten, als 1914 der Erste Weltkrieg ausbrach. Als Steuerkontrolleur setzte er seine Verwaltungstätigkeit in den unbesetzten Teilen Belgiens fort. Er kümmerte sich weiter um seine Wasserkäfer-Sammlung, ging gelegentlich auf die Jagd und verfasste Notizen, die in den Publikationen der Société entomologique de France veröffentlicht wurden. Kurz nach der Befreiung des Landes wurde er zum Ratsmitglied der Société entomologique de Belgique ernannt, wo er 1923 die Funktion des Sekretärs übernahm. 1919 vertrat er die Entomologische Gesellschaft im Belgischen Nationalrat für Forschung, der von der Académie royale des Sciences, des Lettres et des Beaux-Arts de Belgique gegründet wurde. Etwa acht Jahre lang war er für die Präsentation der Veröffentlichungen der Gesellschaft verantwortlich.
In der Zwischenzeit und kurz vor der Pensionierung von Guillaume Severin hatte Victor Van Straelen die Leitung des Museum für Naturwissenschaften in Belgien übernommen. Der neue Direktor erkannte sofort die dringende Notwendigkeit, die entomologische Forschung im Land und insbesondere im Museum auszubauen, und suchte nach einem aktiven Mann, der ihm dabei unterstützen konnte. Seine Wahl fiel 1928 auf Orchymont, der diese Aufgabe jedoch erst ab 1934 aufgrund seines Beamtenstatus in der Steuerbehörde und nach einer Intervention seitens des Staatsoberhauptes übernehmen konnte. Er wurde zum Konservator und zum Leiter der Abteilung für Entomologie ernannt.
Bereits 1931 hatte ihn die Entomologische Gesellschaft Belgiens zu ihrem Präsidenten gewählt. Nach seinem Rücktritt wurde er 1935 als Bibliothekar erneut in den Vorstand der Gesellschaft berufen. Orchymont nutzte die Gelegenheit, die Fachbibliothek vollständig neu zu organisieren, die Lücken bei den Zeitschriften zu schließen und die Kartei zu aktualisieren.
Orchymont unternahm zahlreiche Exkursionen, von denen er viel Material mitbrachte. Er bereiste Istrien, Kroatien, Porto Santo, Bosnien, Serbien, Bulgarien, die Insel Korfu, den Peloponnes, die Insel Euböa, Makedonien, das ehemalige Jugoslawien, Albanien, Montenegro, Süddalmatien, Kreta, das westliche Kleinasien und das italienische Trentino.

## Dedikationsnamen
Nach Orchymont sind folgende Taxa benannt:
- Leptacis orchymonti (Debauche, 1947)
- Leptelmis orchymonti Delève, 1942
- Cosmoscarta orchymonti Lallemand, 1931
- Helophorus orchymonti Smetana, 1985
- Adelphydraena orchymonti Perkins, 1989
- Enochrus orchymonti Mouchamps, 1956
- Coelostoma orchymonti Mouchamps, 1958
- Anacaena orchymonti Komarek, 2010
- Hydrochus orchymonti Oliva, 1996
- Callimicra orchymonti Obenberger, 1937
- Dactylispa orchymonti Uhmann, 1931
- Peripontius orchymonti Platia, 2008
- Ochthebius schneideri ssp. orchymonti Jäch, 1984